# In Pine Effect
Albums de µ-Ziq
Bluff Limbo
(1994) Lunatic Harness
(1997)
In Pine Effect est un album de µ-Ziq sorti en 1995. C'est le premier disque publié par son label Planet Mu.

## Développement
In Pine Effect est issu de morceaux composés entre 1993 et 1995. À partir d'une banque d'une trentaine de DAT, Michael Paradinas, l'homme derrière µ-Ziq, retient ceux que ses amis préfèrent et complète avec ses propres choix. Il reconnaît cependant avoir eu du mal à les ordonner correctement, et s'avoue peu satisfait du résultat final, surtout dans sa version CD. En vinyle, l'ajout de trois titres et l'ordre différent permettent selon lui une meilleure cohérence de chacune des quatre faces.
On remarque dans le morceau Phiesope un sample de Kristin Hersh. L'ancien complice de Paradinas, Francis Naughton, est à l'origine de la ligne de basse sur Pine Effect.

## Réception
Publié en Europe sur Planet Mu, alors filiale de Virgin Records, et distribué en Amérique par Astralwerks, In Pine Effect profite d'une bien meilleure couverture que son prédécesseur Bluff Limbo.
Les critiques sont globalement positives. À sa sortie le mensuel CMJ New Music Monthly qualifie le disque d'« œuvre maîtresse », « ambitieuse » et « tentaculaire », et le classe premier de son top 25 Dance quelques mois plus tard. Le site AllMusic y voit un aboutissement du style µ-Ziq, avec des rythmiques dansantes et des mélodies tour à tour « saisissantes et désopilantes ». Le magazine britannique The Wire le cite enfin parmi ses cinquante albums de l'année 1995. 
En revanche le mensuel américain Spin, bien que sensible aux aptitudes mélodiques de Paradinas, voit plus dans l'album « une esquisse sympathique qu'une construction fabuleuse ». Les utilisateurs de l'agrégateur Sputnikmusic le gratifient quant à eux d'une note moyenne de 3,5/5.

## Liste des titres
Version vinyle
| A1.   | Mr. Angry         | 5:36 |
| A2.   | Melancho          | 5:20 |
| A3.   | The Wailing Song  | 7:01 |
| A4.   | Iced Jem          | 6:03 |
| B1.   | Funky Pipecleaner | 6:48 |
| B2.   | Phiesope          | 6:03 |
| B3.   | Old Fun # 1       | 7:04 |
| B4.   | Pine Effect       | 4:51 |
| C1.   | Dauphine          | 6:37 |
| C2.   | Roy Castle        | 6:41 |
| C3.   | Within a Sound    | 6:05 |
| C4.   | Rain              | 5:18 |
| D1.   | Tungsten Carbide  | 4:12 |
| D2.   | Frank             | 9:05 |
| D3.   | Problematic       | 6:12 |
| D4.   | Green Crumble     | 3:56 |
| 96:52 |                   |      |

Version CD
Par rapport à la version vinyle, celle en CD n'inclut pas les pistes C4, D1 et D2, et l'ordre des pistes diffère.
| 1.    | Roy Castle        | 6:41 |
| 2.    | Within a Sound    | 6:05 |
| 3.    | The Wailing Song  | 7:01 |
| 4.    | Old Fun # 1       | 7:04 |
| 5.    | Dauphine          | 6:37 |
| 6.    | Funky Pipecleaner | 6:48 |
| 7.    | Iced Jem          | 6:03 |
| 8.    | Phiesope          | 6:03 |
| 9.    | Mr. Angry         | 5:36 |
| 10.   | Melancho          | 5:20 |
| 11.   | Pine Effect       | 4:51 |
| 12.   | Problematic       | 6:12 |
| 13.   | Green Crumble     | 3:56 |
| 78:17 |                   |      |